# Гжмёнца (гмина)
Гжмёнца (пол. Grzmiąca) — сельская гмина (волость) в Польше, входит как административная единица в Щецинецкий повет, Западно-Поморское воеводство. Население — 5045 человек (на 2005 год).